# Cilicie (Troade)
Pour la région historique au sud de l'Asie Mineure, voir Cilicie.
Ne doit pas être confondu avec Satrapie de Cilicie.
 (décembre 2011).
Si vous disposez d'ouvrages ou d'articles de référence ou si vous connaissez des sites web de qualité traitant du thème abordé ici, merci de compléter l'article en donnant les références utiles à sa vérifiabilité et en les liant à la section « Notes et références ».
La Cilicie est une petite région du sud-est de la Troade, sur la rive nord du golfe d'Adramyttion, aux limites de la Mysie. On ne la trouve mentionnée que chez quelques auteurs grecs et dans un contexte mythologique, comme dans l'Iliade, d'Homère, chant II, 6.397.
Elle contenait notamment les bourgades de Thèbe sous le Placos, Lyrnessos et Chrysé, toutes trois mises à sac par Achille pendant la guerre de Troie.